# Fulvio Nesti
Fulvio Nesti (8. červen 1925 Lastra a Signa, Italské království – 1. leden 1996 Florencie, Itálie) byl italský fotbalový obránce.
Největší úspěchy zaznamenal coby hráč Interu, kde hrál od roku 1952. Vyhrál s ní dva tituly (1952/53, 1953/54). V roce 1957 odešel hrát do Prata, kde zůstal tři roky. Kariéru ukončil v roce 1960.
Za reprezentaci odehrál pět utkání. Byl na mistrovství světa 1954.

## Hráčská statistika
| Sezóna  | Klub      | Liga    | Liga   | Liga | Ligové poháry | Ligové poháry | Ligové poháry | Kontinentální poháry | Kontinentální poháry | Kontinentální poháry | Celkem | Celkem |
| Sezóna  | Klub      | Soutěž  | Zápasy | Góly | Soutěž        | Zápasy        | Góly          | Soutěž               | Zápasy               | Góly                 | Zápasy | Góly   |
| ------- | --------- | ------- | ------ | ---- | ------------- | ------------- | ------------- | -------------------- | -------------------- | -------------------- | ------ | ------ |
| 1946/47 | Scafatese | Serie B | 0      | 0    | -             | 0             | 0             | -                    | 0                    | 0                    | 0      | 0      |
| 1947/48 | Scafatese | Serie B | 0      | 0    | -             | 0             | 0             | -                    | 0                    | 0                    | 0      | 0      |
| 1948/49 | SPAL      | Serie B | 18     | 1    | -             | 0             | 0             | -                    | 0                    | 0                    | 18     | 1      |
| 1949/50 | SPAL      | Serie B | 15     | 0    | -             | 0             | 0             | -                    | 0                    | 0                    | 15     | 0      |
| 1950/51 | SPAL      | Serie B | 38     | 1    | -             | 0             | 0             | -                    | 0                    | 0                    | 38     | 1      |
| 1951/52 | SPAL      | Serie A | 35     | 1    | -             | 0             | 0             | -                    | 0                    | 0                    | 35     | 1      |
| 1952/53 | Inter     | Serie A | 29     | 1    | -             | 0             | 0             | -                    | 0                    | 0                    | 29     | 1      |
| 1953/54 | Inter     | Serie A | 29     | 2    | -             | 0             | 0             | -                    | 0                    | 0                    | 29     | 2      |
| 1954/55 | Inter     | Serie A | 25     | 0    | -             | 0             | 0             | -                    | 0                    | 0                    | 25     | 0      |
| 1955/56 | Inter     | Serie A | 24     | 2    | -             | 0             | 0             | -                    | 0                    | 0                    | 24     | 2      |
| 1956/57 | Inter     | Serie A | 16     | 1    | -             | 0             | 0             | Vel.P                | 2                    | 0                    | 18     | 1      |
| 1957/58 | Prato     | Serie B | 29     | 0    | IP            | 6             | 0             | -                    | 0                    | 0                    | 35     | 0      |
| 1958/59 | Prato     | Serie B | 16     | 0    | IP            | 1             | 0             | -                    | 0                    | 0                    | 17     | 0      |
| 1959/60 | Prato     | Serie C | 11     | 0    | -             | 0             | 0             | -                    | 0                    | 0                    | 37     | 1      |
| Celkem  | Celkem    | Celkem  | 285    | 9    | -             | 7             | 0             | -                    | 2                    | 0                    | 294    | 9      |

## Hráčské úspěchy

### Klubové
- 2× vítěz 1. italské ligy (1952/53, 1953/54)
- 1× vítěz 2. italské ligy (1950/51)

### Reprezentační
- 1x na MS (1954)
- 1× na MP (1955–1960)